# Червоний Хрест Республіки Сербської
Червоний Хрест Республіки Сербської – неурядова, добровільна, гуманітарна організація, яка здійснює свою діяльність в Республіці Сербській Боснії та Герцеговини. У своїй роботі спільнота Червоного Хреста Республіки Сербської  керується основними принципами міжнародного товариства Червоного Хреста і Червоного Півмісяця, а саме: гуманність, неупередженість, нейтральність, незалежність, добровільність, єдність і універсальність, і діє відповідно до Статуту організації.
Червоний Хрест Республіки діє з моменту початку конфлікту на Балканах, коли було розформовано організацію Червоного Хреста Боснії і Герцеговини. Сформовано у 1992 році для забезпечення термінової допомоги постраждалим під час воєнних дій. До роботи в організації були залучені колишні співробітники Червоного Хреста Боснії і Герцеговини та численні добровольці з Республіки Сербської.  
Завдяки самовідданості багатьох волонтерів спільноті вдалося успішно реалізувати свою гуманітарну місію і досягти визнання в країні, як найкраща гуманітарна організація.  
Підставою для визначення ролі і позиції Червоного Хреста є доктрина Міжнародного Червоного Хреста від 1965 року, основними засадами якої є допомога для найбільш вразливих категорій населення, де основним завданням є захист і поліпшення здоров'я людей та обізнаність людей, як необхідно діяти під час стихійного лиха чи іншої надзвичайної ситуації на території Республіки Сербської або за її межами. Важливими також є партнерські відносини Червоного Хреста і органів державної влади, та роль організації, як допоміжного органу в сфері гуманітарної політики країни 
Активність Червоного Хреста Республіки Сербської залежить від потреб місцевих громад та громадян в Республіці Сербській, а також потреб громадян в регіонах, особливо у випадку природних катаклізмів та військових конфліктів.

## Основні напрямки діяльності
Як допоміжний орган державної влади Червоний Хрест Республіки Сербської також бере участь в :
1. Програма соціальної і гуманітарної діяльності;
2. Програма з надання першої медичної допомоги;
3. Програма з організації сестринського догляду на дому;
4. Програма медичної освіти;
5. Програма добровільного донорства крові;
6. Програми для дітей та молоді;
7. Інформаційно-виданича діяльність та розповсюдження інформації;
8. Програма міжнародного співробітництва;
9. Програма з ліквідації наслідків стихійних лих; 
10. Програма організаційний розвиток.
Діяльність Червоного Хреста Республіки Сербської здійснюється в межах:
• надання в разі потреби гуманітарної допомоги населенню в цілому та соціально незахищеним верствам зокрема, організації та проведення різноманітних акцій солідарності;
• проведення навчань щодо особливостей надання першої невідкладної медичної допомоги на прикладі вправ і командних змагань від муніципального до національного рівня з визначенням найуспішніших команд. 
• надання послуг людям похилого віку, захист прав літніх людей, реалізації програм по догляду за людьми похилого віку та спеціальних проектів для активного дозвілля;
• пропаганда здорового способу життя і боротьба з наркоманією, а також розвиток позитивного ставлення до людей з обмеженими можливостями;
• проведення роз’яснювальних заходів про важливість добровільного донорства крові, а також популяризації основних принципів здачі крові (добровільність, анонімність і безоплатність), а також відзначення і підтримка донорів;
• робота з дітьми та молоддю - навчання гуманізму, толерантності та взаємної солідарності, підготовка волонтерів, організація літніх шкіл для дітей та молодіжних таборів, реалізація програми  «просування людських цінностей» та конкурсів на знання діяльності Червоного Хреста Республіки Сербської;
• співпраця із засобами масової інформації, інформування громадськості про діяльність організації Червоного Хреста та її партнерів, доставка освітніх і рекламних матеріалів Червоного Хрест;
• поширення знань про Червоний Хреста, міжнародне гуманітарне права та основні принципи Міжнародного товариства Червоного Хреста і Червоного Півмісяця в межах організації Червоного Хреста Республіки Сербської  та користувачів всіх програм Червоного Хреста;
• міжнародне співробітництво, активна участь в програмах і проектах за підтримки Міжнародної федерації товариств Червоного Хреста і Червоного Півмісяця та Міжнародного комітету Червоного Хреста, а також деяких національних товариств, Червоного Хреста Республіки Сербської;
• організація служби пошуку зниклих осіб після природних або техногенних катастроф.
На сьогодні в організації Червоного Хреста в Республіці Сербській працює 178 професійних співробітників.

## Використані джерела
- Organizacija Crvenog krsta Republike Srpske [Архівовано 2 квітня 2016 у Wayback Machine.]